# Кендо
Кендо (јап. 剣道, Kendō — „пут мача”) јесте вештина јапанског мачевања.

## Историјат
Прва појава вештине мачевања у организованом облику јавља се око 800. године. Докази за то се налазе у најстаријим јапанским хроникама „Кођики и Нихон - Саки“. Процват јапанског витештва јавља се у периоду Камакура (1192-1333). Са јачањем самурајске класе долази до усавршавања свих ратничких вештина. Тада се појавио бушидо (пут ратника), кодекс који је као усмено предање стриктно давао упутства самурајима за све прилике у којима су се могли наћи. Бушидо је био директно инспирисан конфучијанском етиком, зеном и шинтоизмом.
У периоду грађанских ратова мачевање је еволуирало у систематичну форму са именом кенџуцу што у буквалном преводу значи „вештина или уметност мачевања“. Ово је период када се отварају многе школе мачевања, свака са својим специфичностима.
У исто време кенџуцу се поделио на две школе: Сен-Ха-Кенџуцу, школу практично оријентисану на борбене технике, и Рју-Ха-Кенџуцу, школу која уз борбене технике даје акценат и на академски приступ вештини мачевања. Данашњи кендо по традицији потиче из те школе.
Један од највећих мачевалаца тог времена био је Кагехиса Итосаи. Он је оснивач школе Ито-рју, којој су припадале неке историјске личности Јапана тог времена: Ода Нобунага, Токугава Хидетада и Токугава Иемицу.
Један од најбољих мачевалаца тог доба је Бокуден Сукахара 1490-1572. Врло млад, подучаван је вештини мачевања од свог оца шинто свештеника. За њега легенда каже да је победио у 37 двобоја са другим чувеним мачеваоцима тог доба. Бокудена многи аутори сматрају најбољим мачеваоцем свих времена. 
Мијамото Мусаши, вероватно најпознатији јапански самурај, живео је у раном 17. веку. У тридесетим годинама, после изузетне мачевалачке каријере у којој није било противника кога није победио, повлачи се и наставља животне активности сажимајући животна искуства и бавећи се сликарством и другим уметностима. Пред крај живота пише чувену књигу „Пет прстенова“ - Го Рин Но Шо, у којој излаже доктрину своје вештине мачевања. Интересантно је да је ова књига и данас врло популарна и читана нарочито међу пословним људима Запада.
У периоду Токугава шогуната, последњем периоду јапанског феудализма, када је дуже периоде грађанских ратова заменио релативни мир, вештина мачевања губи свој практични значај. У том периоду самурајска класа чини 10 процената свеукупног становништва Јапана.
Наканисхи Цхута који је живео у 18. веку, оснива своју школу Наканиши Ито Рју. Специфичност ове школе је што је мајстор Наканиши уместо дрвеног мача бокен, чија употреба у вежби и двобоју није била ништа мање смртоносна од катане, изумео мач од бамбуса шинаи, као и рукавице коте, које су штитиле прсте и подлактице мачеваоца.
После добрих искустава са својим ученицима током вежби, мајстор Наканисхи је за потребе тренинга, поред рукавица, модификовао и остале делове самурајског оклопа. Тако је настала претеча данашњег кендо оклопа. Од тада су мачеваоци могли да се препусте кендо тренингу пуном снагом без страха од врло честих, понекад и тешких, повреда.
Цхиба Схусаку (1794-1855) је у кенџуцу увео спиритуалну дисциплину, паралелно повезујући саму вештину мачевања са етиком и духовним усавршавањем кендока.
Кендо вештина сазрева и добија данашњу модерну форму у Меиџи периоду 1868-1912. После забране ношења оружја и укидањем племићког сталежа 1870. у Јапану је дошло до побуне самураја против империјалне војске. Повод је било незадовољство унутрашњом и спољашњом политиком Јапана. Војска је брзо угушила побуну и самурајска класа је после тога престала да постоји.
Реформатор модерне вештине кендо је Сакикабара Кенкицхи. Он је унео спортске елементе у вештину мачевања. Између осталог, почео је са обучавањем деце са циљем развоја физичке и духовне снаге.
Како би се ставио већи акценат на спиритуални аспект будо филозофије (пут рата, ратника - термин традиционално везан за технички вид вештине), организација Даи-Нипон Буто-кукаи која је обједињавала будо вештине, 1919. их је преформулисала у следеће називе:
- Кенџуцу (јапанско мачевање) у кендо
- Џијуџицу (јапанско рвање) у џудо
- Кјуџуцу (јапанско стреличарство) у кјудо

У периоду између два светска рата, кендо, до тада забрањен не само за вежбање него и за посматрање свим класама које нису припадале самурајском сталежу, постаје доступан свима и његова популарност расте.
После завршетка Другог светског рата, америчке окупационе снаге у Јапану доносе декрет о забрани вештине кендо и других сродних борилачких вештина са образложењем да пропагирају милитаристички дух.
После укидања ових забрана, 1952. оснива се Све јапанска кендо федерација, Зен Нихон Кендо Ренмеи (ЗНКР).
Интернационална кендо федерација - ИКФ, основана је 1970. када је и организовано прво светско првенство у Токију.
Данас је преко 40 земаља чланица Светске и Европске кендо федерације. Светска првенства се одржавају сваке треће, а европска сваке друге године.

## Кендо и Зен Будизам
Са доласком Зен-будизма у Јапан у 13. веку, та будистичка школа је извршила велики утицај на целокупну мисао и уметност Јапана, а преко њих директно на уметност мачевања и остале марцијалне уметности. Зен је религија снаге воље, јер је снага воље оно што је потребно ратницима. Стоицизам је карактеристичан за ратничку класу и Истока и Запада. Као религија снаге воље и интуиције, зен је јако присутан у кенду. Развијањем мајсторства на интуитиван начин се спознаје суштина зена кроз вештину мачевања. То је врло интиман и дубок осећај који се понекад јавља током тренинга. Он се најчешће дешава у тренуцима велике физичке и менталне напетости. 
Суштина мајсторства мача огледа се у интуитивном приступу борби са противником, где је савршена техника само корак до потпуне сублимације мача и човека. Лишен дуалитета који га прогони у свакодневном животу, практикант господари ситуацијом у сваком тренутку. Тада појмови добити и изгубити губе свој значај.
Сукоб са другим мачеваоцем или било каквим другим проблемом у животу више неће представљати проблем. Увек се излази као победник. Крајњи циљ сукоба треба да буде поништавање себе самог, а интензитет доживљаја мерен је степеном мајсторства мачеваоца.

## Организација
Кендо је централизовано организована борилачка вештина. За разлику од осталих борилачких вештина, где је после смрти оснивача дошло до цепања система на неколико или више ученика, који су сваки за себе тврдили да су аутентични наследници, кендо је по структури организације и по мајсторским кадровима централизован.
Активностима у свету руководи Међународна Кендо Федерација (ИКФ), основана од Свејапанске Кендо Федерације (Zen Nihon Kendo Renmei - ZNKR). Међународној кендо федерацији су директно потчињене националне федерације. Европским федерацијама координише Европска Кендо Федерација (ЕКФ).

## Такмичења и суђења
Турнирска такмичења нису примарна за Кендо, али такмичењима се посвећује велика пажња. Многи учитељи сматрају да је искуство које мачеваоци имају на турнирима од велике важности за искуство и развој кендока. Само такмичење се одвија на дрвеној подлози, паркету или углачаним даскама, у обележеном квадрату са страницама од 9 до 11 метара.
Меч суде тројица судија (Шимпан) у борилишту (један главни и двојица помоћних) и судија за записничким столом. Победник је такмичар који први постигне два поена. У кендо такмичењу постоје само цели поени, као и казне због разних неправилности у току борбе, које, ако се понове више пута, могу имати одлучујући утицај на резултат борбе. Бодовне зоне су тачно одређене и само стриктно поентирање у њих доноси поен (Ипон).

## Правила борбе
За разлику од европског мачевања, сам погодак у одређену бодовну зону није довољан за постизање поена. Поен се постиже само исправно изведеном техником која мора да у себи садржи принцип Ки кен таи ичи (ум, мач и тело су једно). Ова компликована формулација представља објашњење правилно изведеног напада, односно елемената од којих је састављен:
- такмичар мора бити концентрисаних чула и духа према околини, односно противнику; у садејству са физичким аспектом (телом), овај духовни принцип представља неопходну претпоставку за напад
- мач (шинаји) мора бити инструмент напада, правилно усмерен и вођен од такмичара
- тело, физички аспект, је трећи елеменат који у себи садржи правилан став, кретање, сагледавање противника и његових акција.

Оно што доноси предност је тренутна доминација над противником у тренутку засека. Узвиком, експлозивношћу, прецизношћу и муњевитим кретањем, погађамо противника који није у тренутку засека у могућности да се одбрани или изведе контранапад.
Сам меч траје пет минута за мушкарце, три минута за жене и јуниоре.
У току екипног такмичења где се пет чланова тима боре против истог броја противничког тима могуће су нерешене борбе (енчо). То није случај са појединачним такмичењима, где се по завршетку регуларног времена борбе, у случају нерешеног исхода, меч продужава на три минута све до постизања првог поена, када се меч прекида у корист такмичара који је први постигао Ипон.

## Основни кендо принципи
- КИ — Дух. Поседовати значи бити испуњен духом. Принцип чисто огледало - мирна вода не пропушта никакав покрет или догађај.
- КЕН — Мач. Кендо има мало користи од теорије ако се не допуњује уметношћу мача.
- ТАИ — Тело, став. Једини став који може заштитити од нападача јесте одлучан дух.